# Сайн Мау Кхан
Сайн Мау Кхан (бирм. စိုင်းမောက်ခမ်း, [sáɪɴmaʊʔkʰáɴ]; род. в 1950 году в Мусхэ) — политический и государственный деятель Мьянмы, депутат Палаты представителей, бывший первый и второй вице-президент Мьянмы при Тейн Сейне. Является этническим шаном.

## Биография

### Политическая деятельность
Избран на должность вице-президента Союза Мьянма 4 февраля 2011 года, выиграл выборы у Мауна Ае и его партии Ракхайнская национальная партия развития, получив 84 % голосов (140 из 167) в верхней палате парламента (အမျိုးသားလွှတ်တော်).
По образованию физик, окончил Мандалайский медицинский университет в 1968 году. Был также председателем Ассоциации шанской культуры. Владеет частной клиникой и управляет частной больницей в Лашо.